# Franciszek Łukaszczyk

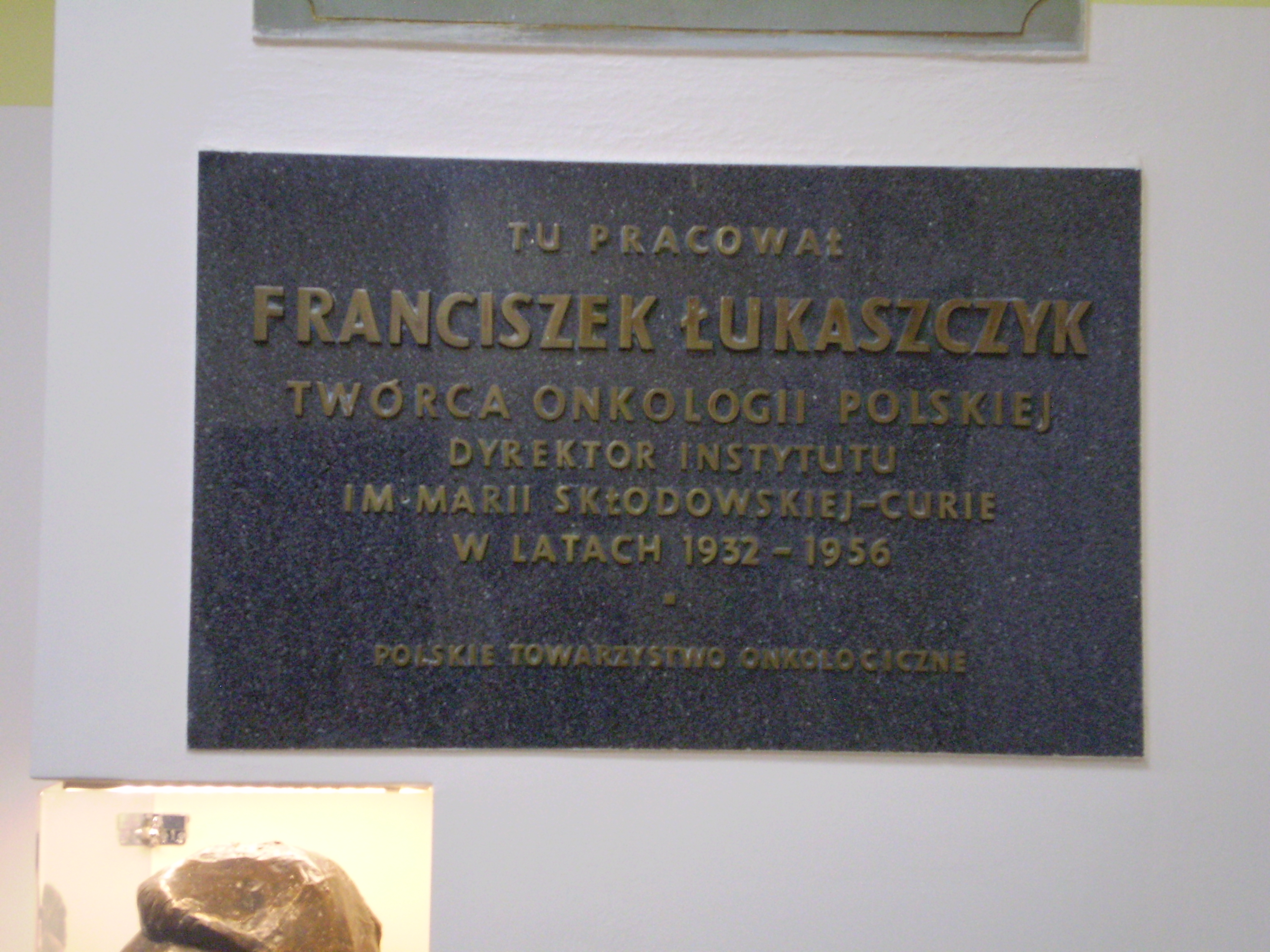
Tablica pamiątkowa w Klinice Onkologicznej (dawny Instytut Radowy)

Franciszek Łukaszczyk (ur. 21 lutego 1897 w Zubsuche, zm. 19 maja 1956 w Warszawie) – polski lekarz, pionier radiolecznictwa, współzałożyciel Instytutu Radowego w Warszawie.

## Życiorys

### Wczesne lata
Pochodził ze starych rodzin góralskich - był synem Franciszka Łukaszczyka i Wiktorii zd. Galica (brat Wiktorii był ojcem Wincentego Galicy, kuriera tatrzańskiego). Jego kuzynem był Franciszek Orawiec. W latach szkolnych 1907/08-1913/14 był uczniem klas I-VII c.k. Gimnazjum w Nowym Targu. W 1915 ukończył gimnazjum w Zakopanem, a w 1923 studia medyczne w Uniwersytecie Jagiellońskim. Brał udział w  wojnie polsko-radzieckiej. W 1924 uzyskał tytuł dr. wszech nauk medycznych. Odbył praktykę radiologiczną w Institut du Radium w Paryżu u samej Marii Curie Skłodowskiej oraz w Institut fur Krebsforschung w Berlinie, Sankt Georg Krankenhaus Strahlenabteilung w Hamburgu i w Radiumhemmet w Sztokholmie. W czasie swojej nauki miał sposobność uczenia się od wielu wybitnych osób m.in.: Witolda Eugeniusza Orłowskiego, Antoine Lacassagne, czy Claude Regaud.
W 1924 podjął pracę w Uniwersytecie Jagiellońskim jako starszy asystent w Katedrze i Klinice Chorób Wewnętrznych. Był pionierem radiolecznictwa w Polsce i twórcą polskiej szkoły radioterapii onkologicznej. W latach 30. zainicjował w Polsce społeczną akcję zwalczania nowotworów. W 1932 współorganizował i został pierwszym dyrektorem Instytutu Radowego w Warszawie i kierownikiem Działu Medycznego funkcję tę pełnił aż do  śmierci).

### II wojna światowa
Po wybuchu II wojny światowej Łukaszczyk ukrył cenny sprzęt laboratoryjny, w trakcie kampanii wrześniowej wywiózł gram radu do domku letniskowego niedaleko Warszawy. Po kapitulacji stolicy przywiózł część radu z powrotem do miasta. Instytut Radowy został przekształcony w Miejski Szpital Przeciwrakowy. Niemcy postanowili skonfiskować rad, jednak Łukaszczyk zdołał przestraszyć niemieckich urzędników skutkami napromieniowania. Był wielokrotnie przesłuchiwany przez Gestapo w sprawie zniknięcia radu, który ukrywał sam w skrytkach na terenie Instytutu, nie chcąc narażać pracowników szpitala na skutki promieniowania.
Po wybuchu powstania warszawskiego Niemcy zlikwidowali Miejski Szpital Przeciwrakowy nakazując opuszczenie szpitala przez pracowników i część chorych mogących samodzielnie chodzić, a pozostali pacjenci zostali zamordowani. Łukaszczyk przekupił niemieckiego lekarza i w eskorcie wojska wykradł znajdujący się w szpitalu rad i wywiózł ładunek do własnego domu w Poroninie. Działania Łukaszczyka umożliwiły szybkie wznowienie leczenia pacjentów po zakończeniu II wojny światowej.

### Okres powojenny
Początkowo pracował w szpitalu im. Gabriela Narutowicza w Krakowie. Dzięki jego staraniom Instytut Radowy w Warszawie został reaktywowany w lutym 1947 roku, a Łukaszczyk został ponownie jego dyrektorem. Od 1951 członek korespondent Polskiej Akademii Umiejętności, a od 1953 profesor nadzwyczajny.
Chorował na białaczkę, która była spowodowana transportem oraz ukrywaniem radu w czasie wojny bez odpowiedniego zabezpieczenia, zmarł 19 maja 1956 roku.
Przyczynił się do rozwoju onkologii, wprowadzając pojęcie dynamiki procesu nowotworowego, ustalając wskazania do radioterapii, dokonując opisu zmian zachodzących w naczyniach włosowatych skóry pod wpływem wielokrotnej ekspozycji na promieniowanie. Unowocześnił postępowanie radioterapeutyczne i dowiódł, że poszczególne typy komórek różnie reagują na proces naświetlania w zależności od dawki i czasu ekspozycji. Opracował również metodykę leczenia radem w miejscach trudno dostępnych.

## Odznaczenia i upamiętnienie
Odznaczony dwukrotnie Złotym Krzyżem Zasługi (1938 i 1952) oraz Krzyżem Oficerskim Orderu Odrodzenia Polski (1949). 
Jego nazwiskiem nazwana jest jedna z ulic na warszawskim Ursynowie i Centrum Onkologii w Bydgoszczy.